# ヘルツ (ブランド)
ヘルツ（英: HERZ）は、日本の皮革製品ブランドである。「HERZ」という名前の由来は「丈夫」という意味で少しでも永く使ってほしいという鞄へのこだわりがある。

## 年表
- 1973年 - 創業者の近藤晃理が屋号を「HERZ」と決めて、本格的に鞄を作り始める。
- 1983年 - 東京都渋谷区に店舗兼工房として青山本店を開店。
- 1987年12月 - 株式会社ヘルツとして設立。
- 1994年 - 渋谷工房を増設。
- 2000年 - HERZオンラインショップを開設。

## 主力商品
- ラティーゴ（ハード・ソフトレザー）
- スターレ（ソフトレザー）